# Jean de Viguerie
Pour les articles homonymes, voir Viguerie.
Jean de Viguerie, né le 24 février 1935 à Rome et mort le 15 décembre 2019 à Montauban, est un historien français.
Spécialiste de l'histoire de l'éducation et de l'histoire de l'Église catholique au siècle des Lumières, il s'est également engagé dans le catholicisme traditionaliste et au sein de la contre-révolution.

## Biographie

### Milieu social et formation
Jean de Viguerie est le fils de l'ingénieur Nicolas de Viguerie, fonctionnaire au sein de l'institution qui deviendra bientôt l'Organisation des Nations Unies pour l'alimentation et l'agriculture. Sa famille — profondément catholique — appartient à la noblesse française et entretient une proximité intellectuelle avec le maurrassisme. Dans ses mémoires, Viguerie rappelle notamment l'admiration de sa famille pour le pape anti-moderniste Pie X et le rejet par ses parents du pangermanisme autant que du « paganisme hitlérien ». En 1938, lors de la visite d'Adolf Hitler à Rome, où elle vit, sa famille s'installe même temporairement à Florence pour éviter les rassemblements pro-nazis de la capitale.

### Parcours professionnel
Après avoir soutenu son diplôme d'études supérieures en 1956, Jean de Viguerie obtient l'agrégation d'histoire en 1959, et effectue son service militaire en Algérie en 1961-1962. Selon lui, il est alors employé par l'armée française « à enseigner à de jeunes Maghrébins des bidonvilles d'Alger ». 
Il est docteur d'État en 1973. Sa thèse porte sur les prêtres de la doctrine chrétienne. Selon Raymond Darricau, spécialiste de la spiritualité et de l'histoire religieuse du XVIIe siècle français, elle constitue « un progrès énorme dans notre connaissance du mouvement philosophique de l'époque moderne ».
Il devient doyen[Quand ?] de la faculté des lettres de l'université d'Angers,.
Ses travaux portent notamment sur l'histoire de l'éducation et de l'Église au siècle des Lumières. Il a également contribué au Livre noir de la Révolution française de Pierre Chaunu en 2008.
Professeur émérite de l'université Lille-III, il est membre de l'Académie des jeux floraux. Il anime également la Société française d'histoire des idées et d'histoire religieuse. 

#### Courant historique

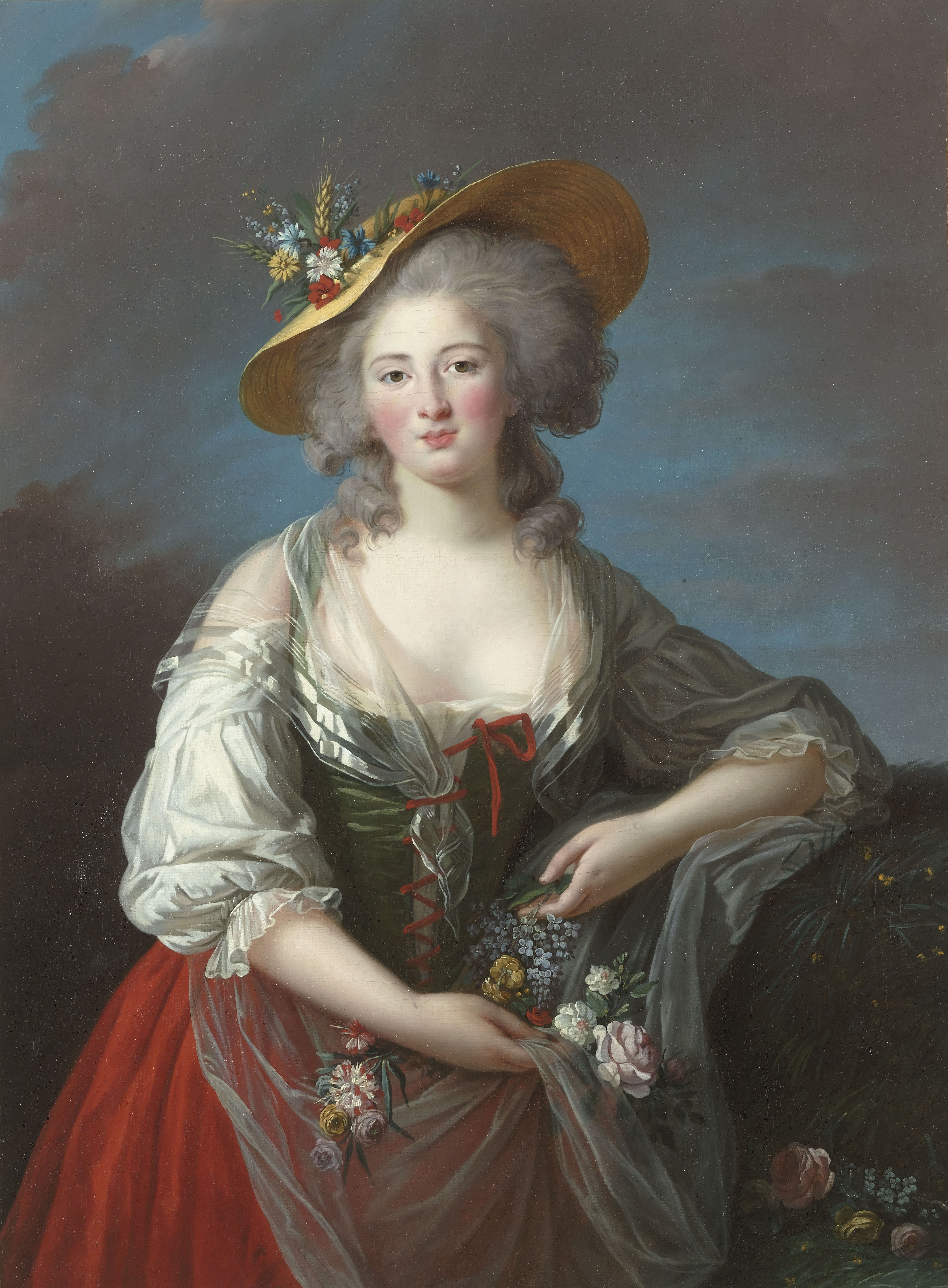
Élisabeth de France, à laquelle Jean de Viguerie consacra un ouvrage de référence, Le Sacrifice du soir (2010).

Pour le journaliste Jean-Yves Camus, spécialiste de l'extrême droite, les écrits de Viguerie sont liés à la Contre-révolution.

### Engagements politiques et religieux
En 1973, il intègre comme vice-président le comité directeur du Centre d'études politiques et civiques pour lequel il a été conférencier en 1968. En 1992, il devient membre du conseil scientifique du Front national (FN). 

#### Catholique traditionaliste
Proche de la Fraternité sacerdotale Saint-Pie-X, Viguerie rédige la « Déclaration des trente universitaires catholiques » du 1er décembre 1976, notamment signée par Guy Augé, Yvonne Bongert, Jean-Pierre Brancourt, Jean Barbey, Marguerite Boulet-Sautel, Marcel De Corte, Hubert Guillotel, l'historien Roland Mousnier ou encore Georges-Henri Soutou. Dans cette déclaration, lesdits universitaires rappellent « la communion de pensée qui les unit à Mgr Lefebvre », leur profond regret du « mépris affiché par tant de clercs pour la culture gréco-latine » et « que de nombreux prêtres et la plupart des évêques n'enseignent plus aux chrétiens ce qu'il faut croire pour être sauvé ». Enfin, ils « espèrent en une renaissance de l'Église » et demandent « au pape l'entière justice pour le peuple fidèle ». La déclaration est publiée intégralement dans Le Monde du 17 décembre, puis dans L'Aurore du 31 décembre et, de façon partielle, dans Le Figaro du 2 décembre 1976. Viguerie renouvelle publiquement cet engagement en 2005, lors d'une conférence intitulée L'année 1976 de Mgr Lefebvre, donnée dans le cadre des Journées de la Tradition à Villepreux, dans les Yvelines : « je signerais encore aujourd’hui ce texte des deux mains. Je regrette seulement de n'y avoir pas fait mention de la messe ».
Il fait par ailleurs partie des premiers contributeurs du journal Présent, fondé en 1982, et des chroniqueurs de L'Homme nouveau de 2012 à sa mort.
En 1995, il intègre également le Conseil d'études hispaniques Philippe II — sur invitation de son président, le juriste et philosophe Miguel Ayuso — et contribue activement à sa revue, Verbo, jusqu'au début du XXIe siècle. C'est une revue bimensuelle fondée en 1961 à Madrid, qui diffuse un catholicisme traditionaliste,.

### Mort
Jean de Viguerie meurt le 15 décembre 2019 à Montauban, aux côtés de sa fille Constance. Ses obsèques sont célébrées le 20 décembre suivant, par l'abbé Daniel Séguy, en l'église Saint-Barthélemy de Verlhac-Tescou, dans le Tarn-et-Garonne, où il est enterré.

## Publications
- Trois semaines vécues à la Sorbonne : mai-juin 1968, texte de l'exposé fait à la réunion privée d'information du C.E.P.E.C. le… 19 juin 1968. Le Sens des événements, par Louis Salleron, Centre d'études politiques et civiques, 1968
- Les Missions intérieures des Doctrinaires toulousains au début du XVIIIe siècle : un missionnaire, le père Jean-Baptiste Badou, Paris, Presses universitaires de France, 1969.
- Une œuvre d'éducation sous l'Ancien Régime : les Pères de la Doctrine chrétienne en France et en Italie, 1592-1792, Publications de la Sorbonne, éd. de la Nouvelle Aurore, 1976, 705 p.
- L'Institution des enfants : l'éducation en France XVIe – XVIIIe siècle, Calmann-Lévy, 1978
- Avec Raymond Darricau et Bernard Peyrous, Sainte Jeanne Delanoue, servante des pauvres, Chambray-lès-Tours, C.L.D., 1982  (ISBN 9782854430257).
- Avec Philippe Evanno et Dominique Lambert de La Douasnerie, Les martyrs d’Avrillé. Catholicisme et Révolution, Chambray-lès-Tours, C.L.D., 1983  (ISBN 2-85023-078-2).
- Mgr Cazaux : un combat pour Dieu et pour l'école libre, Paris, Action familiale et scolaire, 1984, 14 p.
- Christianisme et Révolution : Cinq Leçons d'Histoire de la Révolution française Paris, Nouvelles Éditions Latines, 1986, 264 p.
- Notre-Dame des Ardilliers : le Pèlerinage de Loire, O.E.I.L, coll. « Pèlerinages », 1986
- Le Catholicisme des Français dans l'ancienne France, Nouvelles Éditions latines, 1988
- Histoire et dictionnaire du temps des Lumières, 1715-1789, Robert Laffont, coll. « Bouquins », 1995
- Les Deux Patries : Essai historique sur l'idée de patrie en France, Éditions Dominique Martin Morin, 1998
- Itinéraire d'un historien : Études sur une crise de l'intelligence, XVIIe – XXe siècle, Éditions Dominique Martin Morin, 2000
- L'Église et l'Éducation, Éditions Dominique Martin Morin, 2001
- Louis XVI, le roi bienfaisant, Éd. du Rocher, coll. « Le présent de l'histoire », 2003. Version poche, Litos, 2025.
- Filles des Lumières : Femmes et sociétés d'esprit à Paris au XVIIIe siècle, Éditions Dominique Martin Morin, 2007, 302 p.  (ISBN 9782856523063)
- Le Sacrifice du soir : vie et mort de Madame Élisabeth, sœur de Louis XVI, Éditions du Cerf, 2010
- L'Église et l'éducation, Éditions Dominique Martin Morin, 2010, 176 p.  (ISBN 9782856523155)
- Les Pédagogues : Essai historique sur l'utopie pédagogique, Éditions du Cerf, 2011, 158 p.  (ISBN 2-204-09588-5)
- Histoire du citoyen, Versailles, Via Romana, 2014, 299 p.  (ISBN 979-10-90029-89-7)
- Le passé ne meurt pas, Versailles, Via Romana, 2016, 172 p.  (ISBN 978-2-37271-044-2)
- Un village en Quercy : Verlhac-Tescou, Verlhac-Tescou, Hier, aujourd'hui, demain à Verlhac-Tescou, 2017, 112 p.  (ISBN 9782956031208).
- La Dégradation de l'école en France, Paris, L'Homme Nouveau, 2020, 50 p.  (ISBN 979-10-97507-18-3).
- Les travaux et les jours d'un historien : chroniques, Paris, L'Homme Nouveau, 2021, 124 p.  (ISBN 979-10-97507-30-5).
- Cinq portraits : Colbert, Benoît-Joseph Labre, Mgr Cazaux, André Chénier et Montesquieu, septembre 2022, préface de Remi Perrin, Versailles, Via Romana, 103 p.  (ISBN 978-2-37271-211-8).

## Distinctions

### Prix
- Prix Marcelin-Guérin 1976, pour Une œuvre d'éducation sous l'Ancien Régime[20].
- Prix Renaissance des lettres 1987, pour Christianisme et Révolution.
- Prix des intellectuels indépendants 1998 pour Les Deux Patries.
- Prix Hugues-Capet 2003, pour Louis XVI, le roi bienfaisant[21].
- Prix Louis-Marin 2011, pour Le Sacrifice du Soir[22].

### Décorations
- Officier de l'ordre des Palmes académiques [21].
- Croix du combattant [21].[source insuffisante].